# Abrotanella emarginata
Abrotanella emarginata (Gaudich.) Cass., 1825 è una pianta della famiglia delle Asteracee.

## Distribuzione e habitat
Questa specie ha un areale disgiunto che comprende l'estremità meridionale del Sud America (Cile e Argentina, comprese le isole Falklands) e la Nuova Guinea.